# Platin(II,III) iodide
Platin(II,III) iodide là một hợp chất vô cơ, là muối của kim loại platin và axit iodhydric có công thức hóa học Pt3I8, tinh thể màu đen, không tan trong nước. Trong hợp chất này, tỉ lệ PtI2:PtI3 là 1:2.

## Điều chế
Đun nóng platin đen và iod trong thời gian dài với sự có mặt của axit iodhydric trong một ống kín, hỗn hợp sẽ được tạo ra:
{\displaystyle {\mathsf {3Pt+4I_{2}\ \xrightarrow {160^{o}C,HF} \ Pt_{3}I_{8}}}}

## Tính chất vật lý
Platin(II, III) iodide tạo thành tinh thể màu đen thuộc hệ tinh thể bốn phương, các hằng số mạng tinh thể a = 1,1664 nm, c = 1,0682 nm, Z = 8.
Có tài liệu cho rằng hợp chất này là PtI4·2PtI2.
Nó không tan trong nước.

## Tính chất hóa học
Nó bị phân hủy khi đun nóng:
{\displaystyle {\mathsf {Pt_{3}I_{8}\ \xrightarrow {350-370^{o}C} \ 3PtI_{2}+I_{2}}}}